# Catalina Pérez Jaramillo
Catalina Pérez Jaramillo (* 8. November 1994 in Bogotá) ist eine kolumbianisch-US-amerikanische Fußballtorhüterin.

## Karriere

### Vereine
Pérez zog als Vierjährige mit ihren Eltern von Bogotá in die USA nach Boca Raton in Florida und spielte im Juniorinnenbereich für Mannschaften des dort ansässigen Teams Boca Soccer Club. Sie besuchte die Saint Andrew’s School. Nach ihrem High-School-Abschluss strebte sie ein Studium der Betriebswirtschaftslehre mit den Schwerpunkten Finanzen und Unternehmertum an der University of Miami an und kam von 2013 bis 2016 für das Universitätssportteam, die Hurricanes, in der Atlantic Coast Conference in insgesamt 18 Meisterschaftsspielen zum Einsatz. Die Spielzeit 2014 verpasste sie wegen eines Kreuzbandrisses.
Die Absicht, einen Master-Abschluss in Sportverwaltung zu erwerben, verfolgte sie von 2017 bis 2019 an der in Starkville ansässigen Mississippi State University. Für deren Sport-Team, die Bulldogs, kam sie lediglich in der Spielzeit 2017 in 18 Meisterschaftsspielen in der Southeastern Conference zu Einsätzen. Danach war sie in den Spielzeiten 2019 und 2020 für New England Mutiny aktiv, bevor sie nach Europa ging.
In Italien gehörte sie zunächst der AC Florenz an, für die sie in der Rückrunde der Saison 2019/20 jedoch kein Pflichtspiel bestritt. Für den Liganeuling und -konkurrenten SSD Napoli wurde sie in der Saison 2020/21 in zehn Punktspielen der Serie A berücksichtigt. Anschließend gehörte sie zwei Jahre lang in Spanien dem Erstligisten Betis Sevilla an. Nach drei Punktspielen ging sie nach Brasilien und spielte dort siebenmal für den Avaí FC in der Spielzeit 2023 in der Série A1.
Am 31. Juli 2023 verpflichtete der deutsche Bundesligist Werder Bremen die Torhüterin. Am 8. Oktober 2023 kam sie im Auswärtsspiel beim SC Freiburg zu ihrem ersten Einsatz in der Bundesliga. Das Spiel ging mit 1:2 verloren. Am 20. Mai 2025 einigten sich Pérez und Werder Bremen auf eine vorzeitige Vertragsauflösung. Aufgrund mehrerer schwerer Verletzungen konnte sie nur zwei Liga- und ein Pokalspiel für den SV Werder bestreiten.
Im August 2025 wechselte Pérez zu Racing Straßburg.

### Nationalmannschaft
Pérez nahm bereits im Alter von 15 Jahren mit der kolumbianischen Mannschaft an der U20-Weltmeisterschaft 2010 in Deutschland teil. An der Vorbereitung auf die Weltmeisterschaft 2011 sowie das olympische Fußballturnier 2012 nahm sie ebenfalls teil, gehörte jedoch letztlich nicht zum Aufgebot für die jeweiligen Endrunden.
Unter Nationaltrainer Fabián Taborda wurde sie in das Aufgebot für die Weltmeisterschaft 2015 in Kanada berufen. Im Turnier kam sie seinerzeit im Achtelfinalspiel gegen die US-amerikanische Nationalmannschaft zum Einsatz, da die bisherige Stammtorhüterin Sandra Sepúlveda nach zwei Gelben Karten in der Vorrunde für ein Spiel gesperrt worden war. Kurz nach Anpfiff der zweiten Spielzeit wurde Pérez nach einer Notbremse gegen die US-amerikanische Stürmerin Alex Morgan des Feldes verwiesen.
Sie wurde für die WM-Endrunde 2023 in Australien und Neuseeland nominiert, in jedem der fünf Spiele ihres Teams eingesetzt und schied mit der Mannschaft im Viertelfinale gegen die Engländerinnen aus.

## Erfolge
- DFB-Pokal-Finalistin: 2024/25 (mit Werder Bremen; ohne Einsatz)